# Pflegamt Aislingen
Das Pflegamt Aislingen war seit 1498 ein Pflegamt im Hochstift Augsburg, dessen Sitz in Aislingen war. Durch die Säkularisation des Hochstifts 1802 wurde das Pflegamt Aislingen aufgelöst und die dazugehörigen Orte wurden 1804 dem Landgericht Dillingen unterstellt.
Die Zuständigkeit des Pflegamtes Aislingen erstreckte sich am Ende des Alten Reiches auf die Besitzungen des Hochstifts Augsburg in Aislingen, Glöttweng, Gundremmingen, Konzenberg, Rieden an der Kötz, Rieder, Schnuttenbach, Silheim und Glöttweiler.